# Iakîmivske, Vilneansk
Iakîmivske (în ucraineană Якимівське) este un sat în comuna Novohupalivka din raionul Vilneansk, regiunea Zaporijjea, Ucraina.

## Demografie
Componența lingvistică a localității Iakîmivske
     Ucraineană (100%)
Conform recensământului din 2001, toată populația localității Iakîmivske era vorbitoare de ucraineană (100%).